# Svitavy
Svitavy (in tedesco: Zwittau) è una città della Repubblica Ceca, capoluogo del distretto omonimo, nella regione di Pardubice.
Insieme a Vienna è una delle uniche due città sedi di un museo dell'esperanto.